# (5174) Okugi
(5174) Okugi es un asteroide  perteneciente a la familia de Innes en el cinturón de asteroides, descubierto el 16 de abril de 1988 por Masayuki Yanai y el astrónomo Kazuro Watanabe desde el Observatorio de Kitami, Hokkaidō, Japón.

## Designación y nombre
Designado provisionalmente como 1988 HF. Fue nombrado Okugi en honor a Susumu Okugi, director de la división de software del Goto Optical Laboratory. Bajo su dirección se desarrolló un gran número de programas que facilitaban la automatización del planetario. De esta forma, ha contribuido también a la divulgación astronomía y la ciencia espacial.

## Características orbitales
Okugi está situado a una distancia media del Sol de 2,560 ua, pudiendo alejarse hasta 2,906 ua y acercarse hasta 2,215 ua. Su excentricidad es 0,134 y la inclinación orbital 8,035 grados. Emplea 1496,72 días en completar una órbita alrededor del Sol.
El próximo acercamiento a la órbita terrestre se producirá el 1 de septiembre de 2196.

## Características físicas
La magnitud absoluta de Okugi es 13,2. Tiene 6 km de diámetro y su albedo se estima en 0,289.